# Rząd Seszeli
Rząd Seszeli (Rada Ministrów) – jeden z organów władzy wykonawczej Seszeli; kolegialny centralny organ władzy państwowej. Obecny rząd został zaprzysiężony 3 listopada 2020 roku. Na czele rządu stoi prezydent, Wavel Ramkalawan.     

## Skład rządu
- prezydent, szef rządu

### Ministrowie
- minister spraw wewnętrznych
- minister zdrowia
- minister finansów, handlu i planowania gospodarczego
- minister młodzieży, sportu i rodziny
- minister zatrudnienia i spraw społecznych
- minister rybołówstwa
- minister ochrony rolnictwa, zmian klimatu i środowiska
- minister oświaty
- minister ds. samorządu lokalnego i rozwoju społecznego
- minister transportu
- minister inwestycji, przedsiębiorczości i przemysłu
- minister gospodarki przestrzennej i mieszkalnictwa
- minister spraw zagranicznych i turystyki

## Obecny skład rządu
| Zdjęcie | Funkcja                                                | Imię i nazwisko       |
| ------- | ------------------------------------------------------ | --------------------- |
|         | prezydent, szef rządu                                  | Wavel Ramkalawan      |
|         | minister spraw wewnętrznych                            | Errol Fonseka         |
|         | minister zdrowia                                       | Peggy Vidot           |
|         | minister finansów, handlu i planowania gospodarczego   | Naadir Hassan         |
|         | minister młodzieży, sportu i rodziny                   | Marie-Celine Zialor   |
|         | minister zatrudnienia i spraw społecznych              | Patricia Francourt    |
|         | minister rybołówstwa                                   | Jean-François Ferrari |
|         | minister ochrony rolnictwa, zmian klimatu i środowiska | Flavien Joubert       |
|         | minister oświaty                                       | Justin Valentin       |
|         | minister ds. samorządu lokalnego i rozwoju społecznego | Rose-Marie Hoareau    |
|         | minister transportu                                    | Antony Derjacques     |
|         | minister inwestycji, przedsiębiorczości i przemysłu    | Devika Vidot          |
|         | minister gospodarki przestrzennej i mieszkalnictwa     | Billy Rangasamy       |
|         | minister spraw zagranicznych i turystyki               | Sylvestre Radegonde   |